# 317452 Wurukang
317452 Wurukang è un asteroide della fascia principale. Scoperto nel 2010, presenta un'orbita caratterizzata da un semiasse maggiore pari a 2,5360594 au e da un'eccentricità di 0,1727698, inclinata di 15,92860° rispetto all'eclittica.